# ブラゾスウインドファーム
ブラゾスウインドファーム（英語: Brazos Wind Farm）とはアメリカ合衆国テキサス州のボーデン郡とスカリー郡に位置している風力発電所である。この風力発電所には、160基のタービンが設置されており、それぞれの定格は1メガワット(MW)であり、三菱電機が供給している。2003年12月に完成。 発電された電力は、電力会社TXU Enegyに販売され、テキサス州の約三万軒の家庭に供給されている。うち半分はシェル・ウインド・エナジーが所有している。